# Bématiste
Un bématiste (du grec ancien βηματιστής) est un arpenteur de la Grèce antique et de l'Égypte antique qui mesurait la distance entre deux points en comptant le nombre de pas (en grec βῆμα / bêma).

## Mesures effectuées par les bématistes d'Alexandre le Grand
Pendant sa campagne en Asie, Alexandre le Grand a été accompagné par des bématistes. Leurs mesures des distances parcourues par l'armée d'Alexandre le Grand montre un grand degré de précision, à un point tel qu'ils auraient peut-être utilisé un odomètre bien qu'aucune mention d'un tel appareil ne soit mentionnée :

« La précision globale des mesures des bématistes devrait être apparente. Les écarts mineurs de distance peuvent être expliqués de manière adéquate par de légers changements dans les tracés des routes au cours des 2 300 dernières années. La précision des mesures implique que les bématistes utilisaient un appareil mécanique sophistiqué pour mesurer les distances, sans doute un odomètre tel que décrit par Héron d'Alexandrie. »

### Relevés
Les mesures effectuées par les bématistes d'Alexandre le Grand, Diognetus et Baeton sont reprises dans l'Histoire naturelle de Pline l'Ancien (NH 6.61–62). D'autres jeux de mesures similaires ont été donnés par Strabon (11.8.9) puis Ératosthène. Par ailleurs, ce dernier a calculé la circonférence de la Terre à l'aide des mesures réalisées par les bématistes égyptiens,.
|                                           | Pline l'Ancien 6.61–62 | Pline l'Ancien 6.61–62 | Pline l'Ancien 6.61–62 | Strabon 11.8.9 | Strabon 11.8.9 | Strabon 11.8.9 | Distance actuelle | Distance actuelle                                |
| Route                                     | Milia passuum 1)       | Kilomètres             | Écart                  | Stade 2)       | Kilomètres     | Écart          | Kilomètres        | Route                                            |
| ----------------------------------------- | ---------------------- | ---------------------- | ---------------------- | -------------- | -------------- | -------------- | ----------------- | ------------------------------------------------ |
| Porte nord de la Caspienne – Hécatompyles | —                      | —                      | —                      | 1960           | 362            | 0,8 %          | 365               | route principale                                 |
| Porte sud de la Caspienne – Hécatompyles  | 133                    | 196                    | 2,4 %                  | —              | —              | —              | 201               | route principale                                 |
| Hécatompyles – Alexandrie Areion          | 575                    | 851                    | 0,4 %                  | 4530           | 838            | 1,9 %          | 855               | Route de la soie                                 |
| Alexandrie Areion – Prophtasie            | 199                    | 295                    | 3,2 %                  | 1600           | 296            | 2,6 %          | 304               | Herat-Juwain                                     |
| Prophtasie – Arachoti Polis               | 565                    | 840                    | 1 %                    | 4120           | 763            | 9,7 %          | 845               | Juwain – Kelat-i-Ghilzai                         |
| Arachoti Polis – Hortospana               | 250                    | 370                    | 0,4 %                  | 2000           | 370            | 0,4 %          | 372               | route principale Kelat-i-Ghilzai – Kaboul        |
| Hortospana – Alexandrie du Caucase        | 50                     | 74                     | 2,1 %                  | —              | —              | —              | 76                | Kaboul – Begrâm                                  |
| Alexandrie du Caucase – Peucolatis        | 237                    | 351                    | 3,2 %                  | —              | —              | —              | 340               | Begrâm – Charsadda                               |
| Peucolatis – Taxila                       | 60                     | 89                     | 20 %                   | —              | —              | —              | 111               | Charsadda – Taxila                               |
| Taxila – Hydaspe (Jhelum)                 | 120                    | 180                    | 4,8 %                  | —              | —              | —              | 169               | route d'Aurel Stein                              |
| Alexandrie Areion – Bactres – Zariaspa 3) | —                      | —                      | —                      | 3870           | 716            | 1,6 %          | 705               | via Qala-I-Naw, Bala Murghab, Maïmana et Andkhoi |
| Moyenne                                   |                        |                        | 4,2 %                  |                |                | 2,8 %          |                   |                                                  |
| Médiane                                   |                        |                        | 2,8 %                  |                |                | 1,9 %          |                   |                                                  |

Notes :

1) 1 mille passus = 1 480 m

2) 1 stade de huit-au-mille =  185 m
3) Selon les informations actuelles, cette route n'a pas été suivie par Alexandre le Grand.

## Liste de bématistes
- Amyntas le bématiste[4]
- Baeton
- Diognetus
- Philonides de Chersónissos[5],[6]